# Абд аль-Азиз (художник)

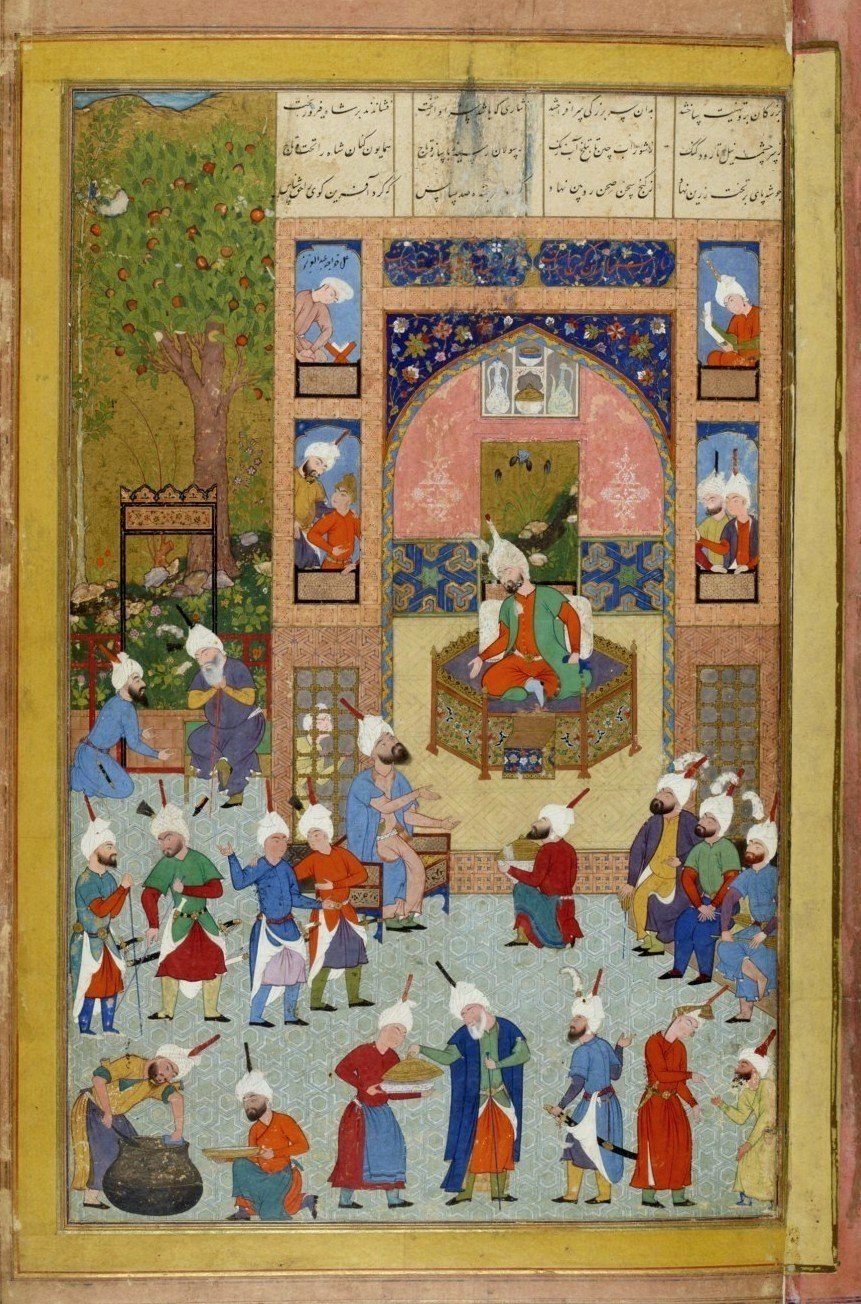
Шахский двор. Страница из муракка с произведениями Ризы-йи-Аббаси. Подписана «Абд аль-Азиз», Национальная Библиотека, Париж.

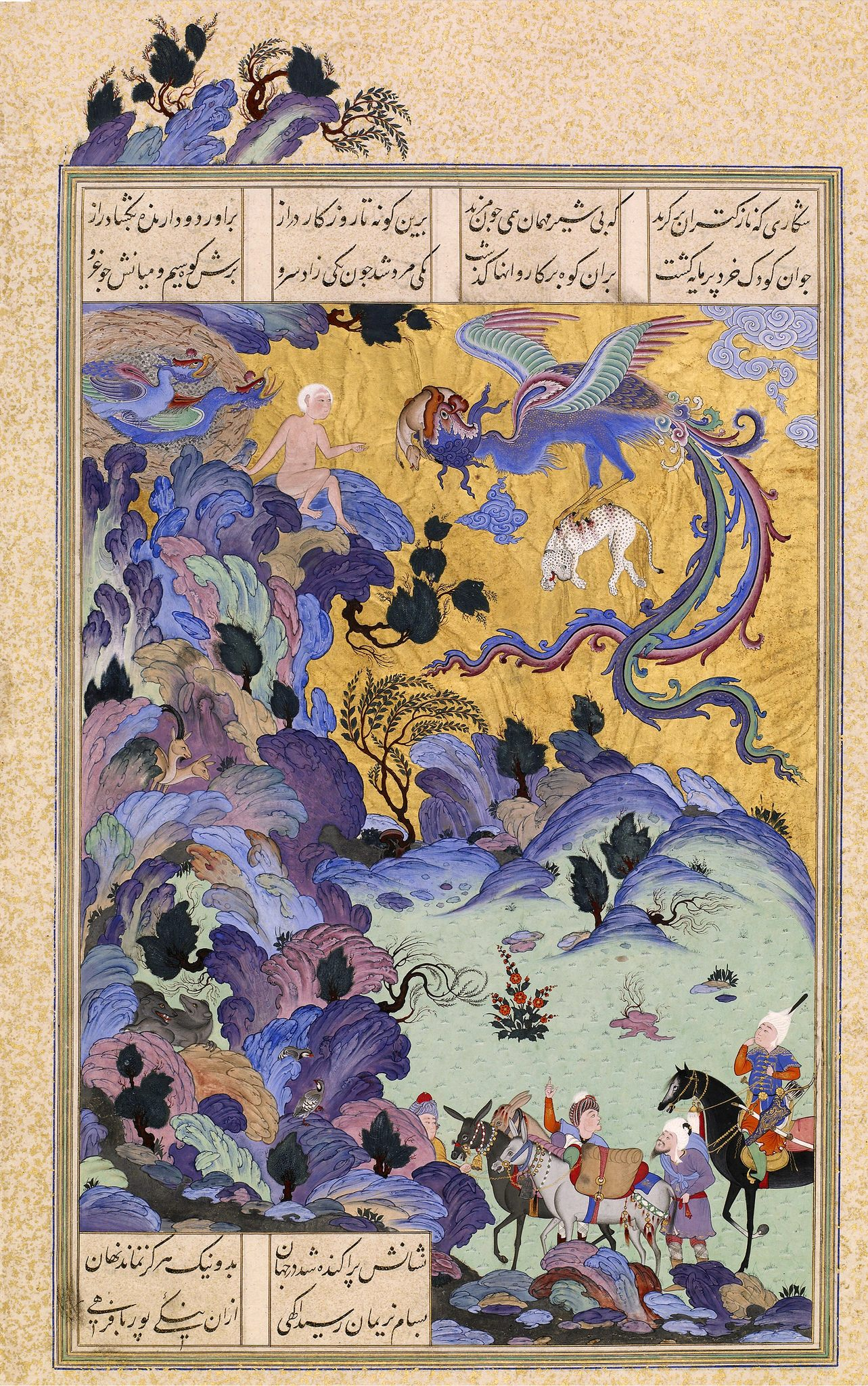
Проходящий мимо караван видит Заля в гнезде Симурга. Шахнаме Тахмаспа, 1525, Берлин, Исламский музей

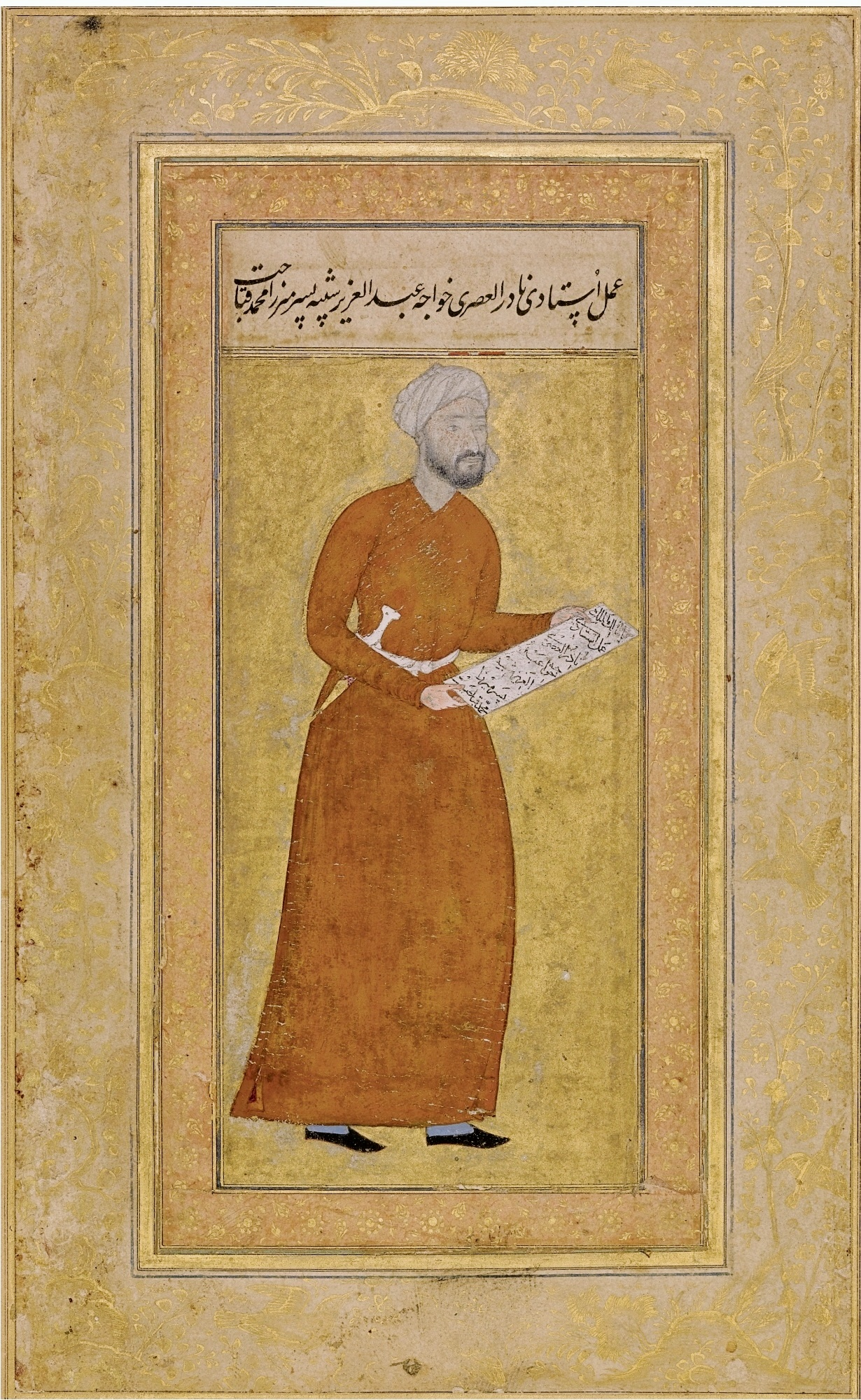
Портрет Мирзы Мухаммада Кабахата, ок. 1540-45гг, Аукцион Сотбис.

Абд аль-Азиз Кашани (также Абдул Азиз; работал в 1525—1550-х гг) — персидский художник-миниатюрист.

## Биография и творчество
Абд аль-Азиз родился в Кашане в семье художника Абд аль-Ваххаба, однако дата его рождения неизвестна. Кази Ахмед (XVI в.) в своём «Трактате о каллиграфах и художниках» сообщает: «Хаджэ Абд аль-Ваххаб и его сын Абд аль-Азиз происходят из Кашана; оба несравненные в деле живописного искусства. Шах, чьё жилище в раю, чьё обиталище — высшая сфера рая, изволили звать Абд ал-Азиза своим учеником; они имели наставления в живописном искусстве у того бесподобного государя. Хаджэ Абд аль-Азиз стал весьма приближённым».
Правда, этому автору перечит турецкий историк и биограф Мустафа Али Челеби эфенди (1541—1600), который называет местом рождения художника город Исфахан, и утверждает, что не шах Тахмасп I (1524—1476) обучал Абд аль-Азиза, а наоборот, Абд аль-Азиз наставлял в деле художества шаха Тахмаспа (что больше похоже на истину, так как художник явно был старше шаха). Полагают, что именно благодаря Абд аль-Азизу юный шах Тахмасп, вступивший на престол в 1524 году в возрасте 10 лет, получил уроки живописи и то глубокое понимание искусства, которое подвигло его на организацию блестящей китабхане и лучших в истории персидской миниатюры произведений.
В действительности, судя по всему, первые уроки рисования будущий мастер получил от своего отца, а впоследствии обучался у Кемаледдина Бехзада (об этом сообщает Садик Бек). Тем не менее, основываясь на стиле его произведений, американский исследователь С. К. Уэлч утверждает, что Абд аль-Азиз учился у другого прославленного художника китабхане шаха Тахмаспа — Султан Мухаммеда. Учитывая то, что и Бехзад, и Султан Мухаммед в разное время возглавляли китабхане Тахмаспа, Абд аль-Азиз мог получать уроки у обоих.
Вероятно, Абд аль-Азиз быстро делал карьеру: в 1520-х годах он уже участвует в самом престижном проекте шахской китабхане — знаменитом списке «Шахнаме Тахмаспа». Работа над ним продолжалась много лет, приблизительно с 1525 по 1535 год; в ней приняли участие лучшие шахские мастера, и Абд аль-Азиз одно время был руководителем всего проекта. В процессе работы художники часто кооперировались, выполняя разные детали в рамках одной и той же миниатюры. Американские исследователи Диксон и Уэлч, выпустившие фундаментальное исследование о «Шахнаме Тахмаспа», утверждают, что большинство миниатюр в этой книге были произведениями более чем одного художника, и сообщают, что даже в самой известной миниатюре Султан Мухаммеда из этого списка Шахнаме — «Двор Каюмарса» (Музей Ага Хана), отчётливо видна рука Абд аль-Азиза. Во второй четверти XVI века Абд аль-Азиз был ведущим мастером шахской китабхане.
Уэлч описывает художника как человека крайне эмоционального, произведения которого «обычно горячие, иногда очень холодные и редко — прохладные». Вероятно, именно эмоциональная неустойчивость мастера привела к произошедшему с ним около 1530 года трагическому случаю. Об этом сообщают все старинные биографы, Кази Ахмед, Мустафа Али и Садик Бек.
Около 1530 года Абд аль-Азиз и его ученик Али Асгар, уговорили одного юного пажа из свиты шаха Тахмаспа (самому шаху в то время было 15-16 лет от роду) бежать с ними в Индию. Это был мирза Мухаммад Кабахат, сын личного врача шаха; он был любимым пажом Тахмаспа, и служил ему в качестве виночерпия. Для того, чтобы их прибытие в Индию выглядело вполне законным, Абд аль-Азиз изготовил поддельную шахскую печать и состряпал фальшивые документы. Трудно сказать, каковы были причины этого бегства: романтические отношения с пажом, или какие-то иные мотивы, но закончилось всё плохо. На пути в Индию все беглецы были схвачены, привезены обратно в персидскую столицу и брошены в тюрьму. Своего фаворита шах простил, не причинив ему никакого вреда, а обоим художникам смертную казнь за измену милостиво заменил отрезанием носа и ушей. Правда, позднее, как сообщает Садик Бек, Абд аль-Азиз своим искусством изготовил себе новый деревянный нос, который был лучше, чем тот, который он потерял c взмахом шахского кинжала.
Несмотря на случившееся, Абд аль-Азиз продолжал трудиться в шахской китабхане, о чём свидетельствуют его миниатюры в «Шахнаме Тахмаспа», созданные в 1530-35 годах.
Подпись Абд аль-Азиза стоит на одном листе из муракка с работами Ризы-йи-Аббаси (хранится в Национальной Библиотеке Франции, Париж). На нём изображена придворная сцена, вероятно, символизирующая двор шаха Тахмаспа. Композиция миниатюры выполнена в бехзадовском стиле, и некоторые авторы считают подпись художника недостоверной. Сохранилось также несколько портретов, выполненных Абд аль-Азизом, в частности имеющие его подпись «Принц в чёрном» (Топкапы Сарай, Стамбул), и портрет того самого пажа «Мирзы Мухаммада Кабахата» (частное собрание), на котором он выглядит уже зрелым мужчиной, так как портрет создан приблизительно в 1540-45 годах.
К середине 1540-х годов шах Тахмасп I потерял интерес к искусству, выдворил из китабхане всех художников и каллиграфов, оставив только Дуст Мухаммада (об этом сообщают Кази Ахмед и историк Будак Мунши). После этого многие шахские художники перебрались в китабхане Султана Ибрагима Мирзы, племянника шаха Тахмаспа и покровителя искусства. Полагают, что среди них был и Абд аль-Азиз, поскольку в вышедшем из стен мастерской Ибрагима Мирзы манускрипте «Хафт Ауранг» (Семь престолов) Джами (1556—1565 гг., Галерея Фрир, Вашингтон) есть миниатюры с его почерком; это установил американский исследователь С. К. Уэлч.
Позднее Тахмасп I перенёс столицу в город Казвин, перевёз туда свой двор и учредил новую китабхане. Одним из последних манускриптов, вышедших из стен его тебризской библиотеки, был список «Фал-наме» (Книга предзнаменований) Джафара аль-Садыка. Миниатюра из этого манускрипта «Семь спящих эфесских отроков» (Музей Метрополитен, Нью Йорк), даёт представление о продукции шахской китабхане 1550-х годов. С. К. Уэлч считает её совместной работой Ага Мирека и Абд аль-Азиза; правда, у исследователей нет твёрдого мнения, выполнен этот список «Фал-наме» всё ещё в старой тебризской китабхане, или уже в новой — казвинской. Вопрос, работал ли Абд аль-Азиз в казвинской мастерской Тахмаспа остаётся открытым, ровно так же, как и вопрос о дате кончины художника.

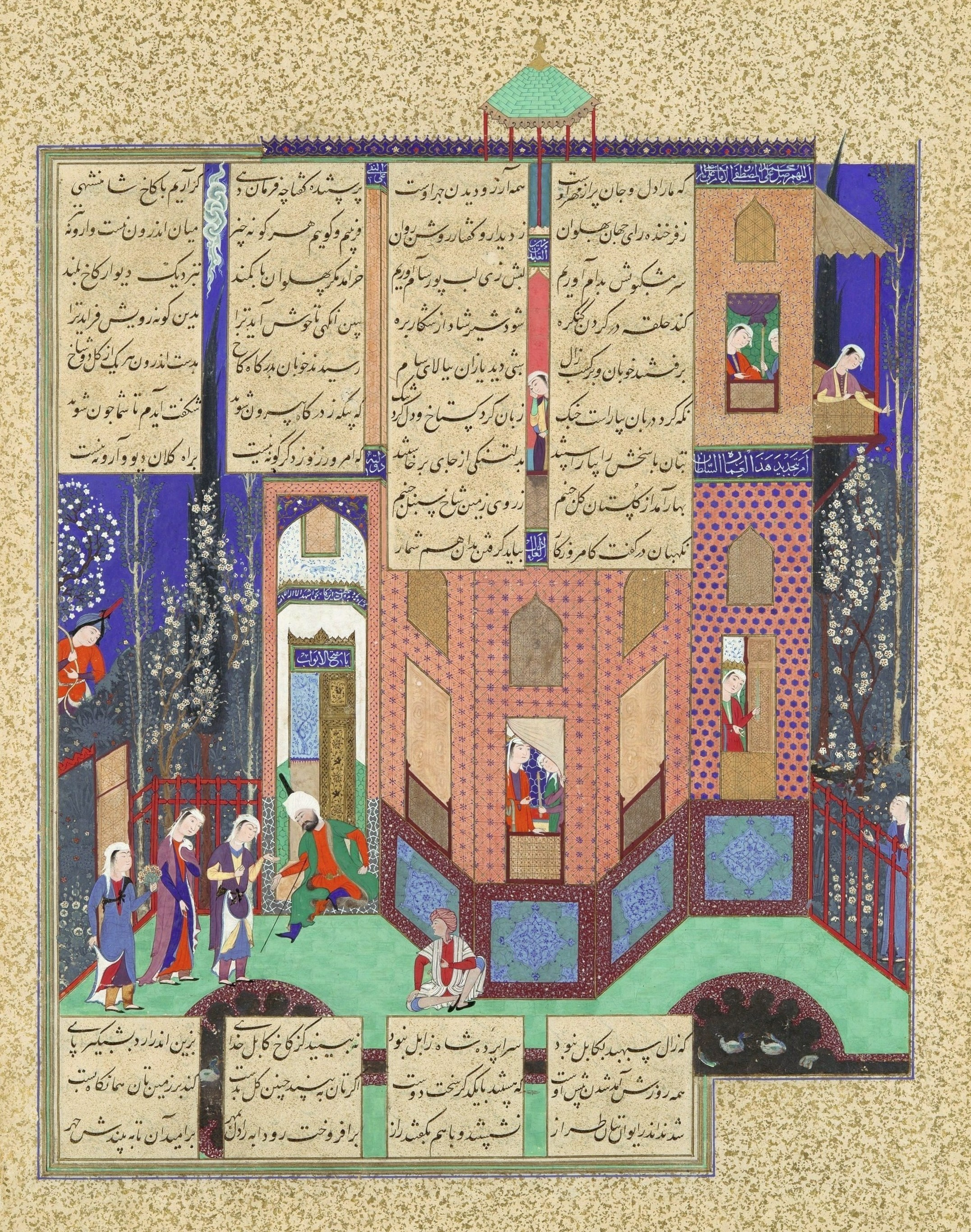
Служанки Рудабы возвращаются во дворец. Шахнаме Тахмаспа, ок. 1525г, Музей Метрополитен, НЙ
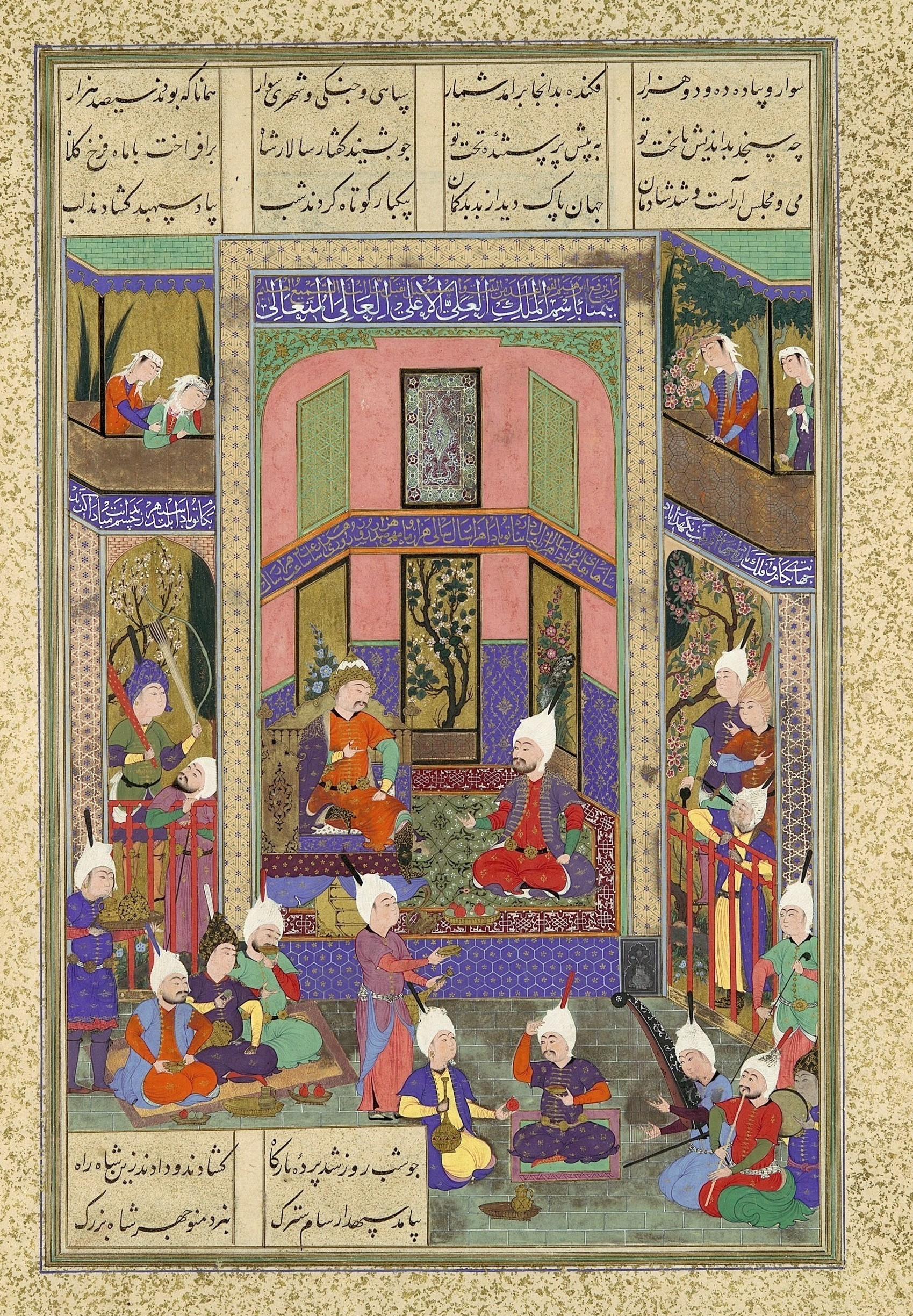
Манучихр приветствует Сама и объявляет военный поход на Михраба, Шахнаме Тахмаспа, ок. 1525г, Музей Метрополитен, НЙ
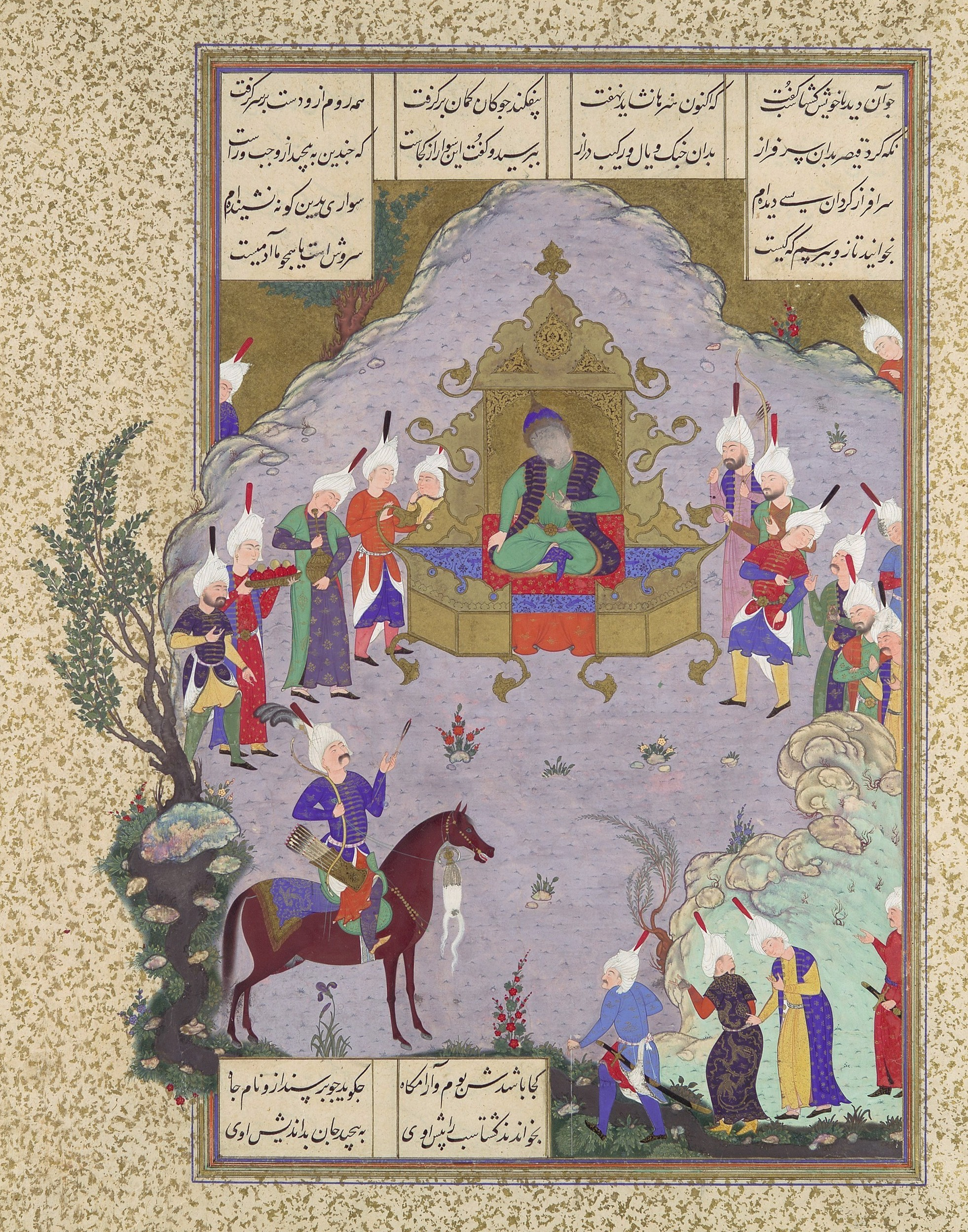
Гуштасп показывает царю своё искусство стрельбы из лука. Шахнаме Тахмаспа, ок. 1525-30 гг, Музей Метрополитен, НЙ
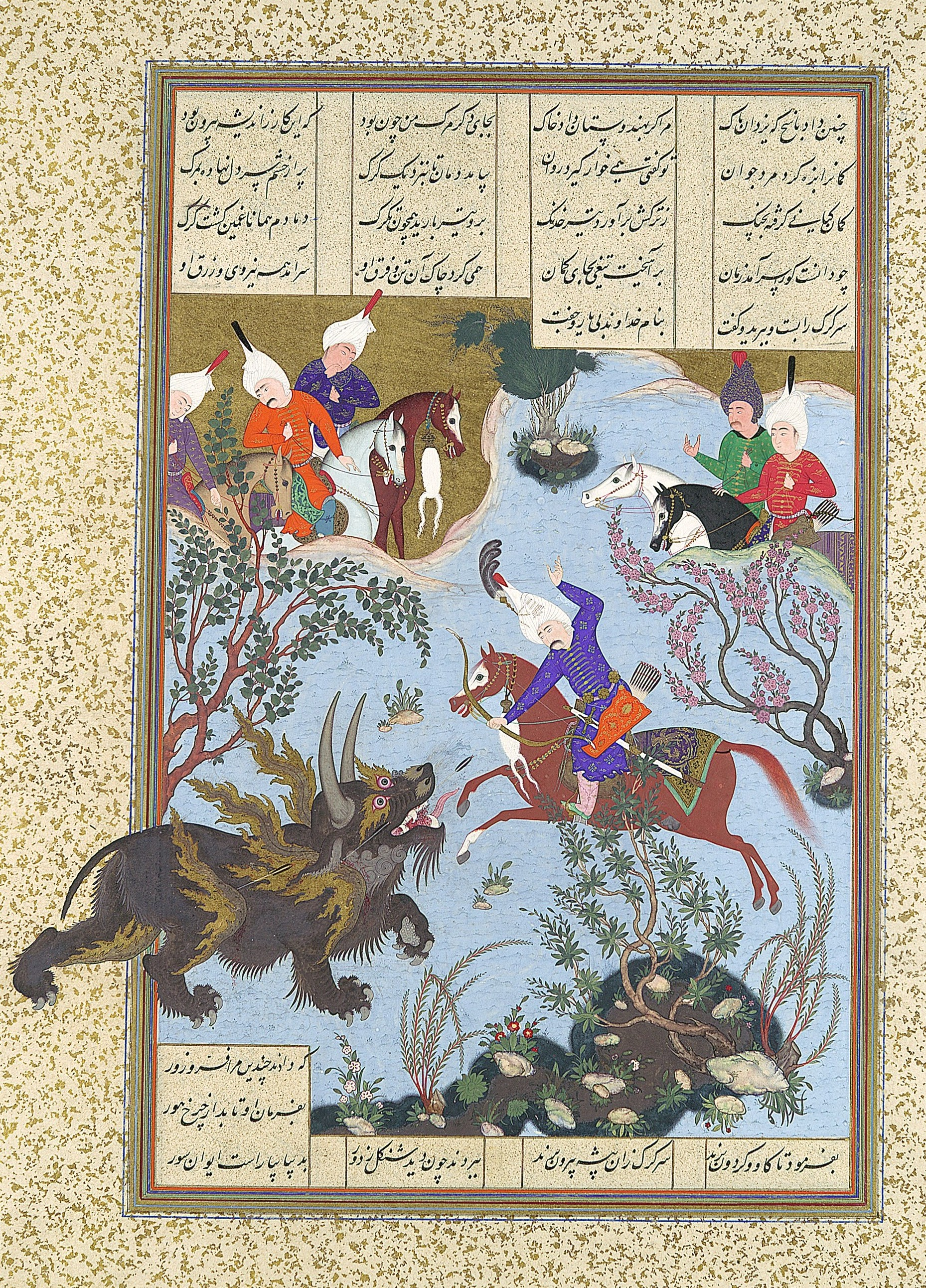
Бахрам Гур убивает волка-единорога, Шахнаме Тахмаспа, ок. 1530-35 гг, Музей Метрополитен, НЙ
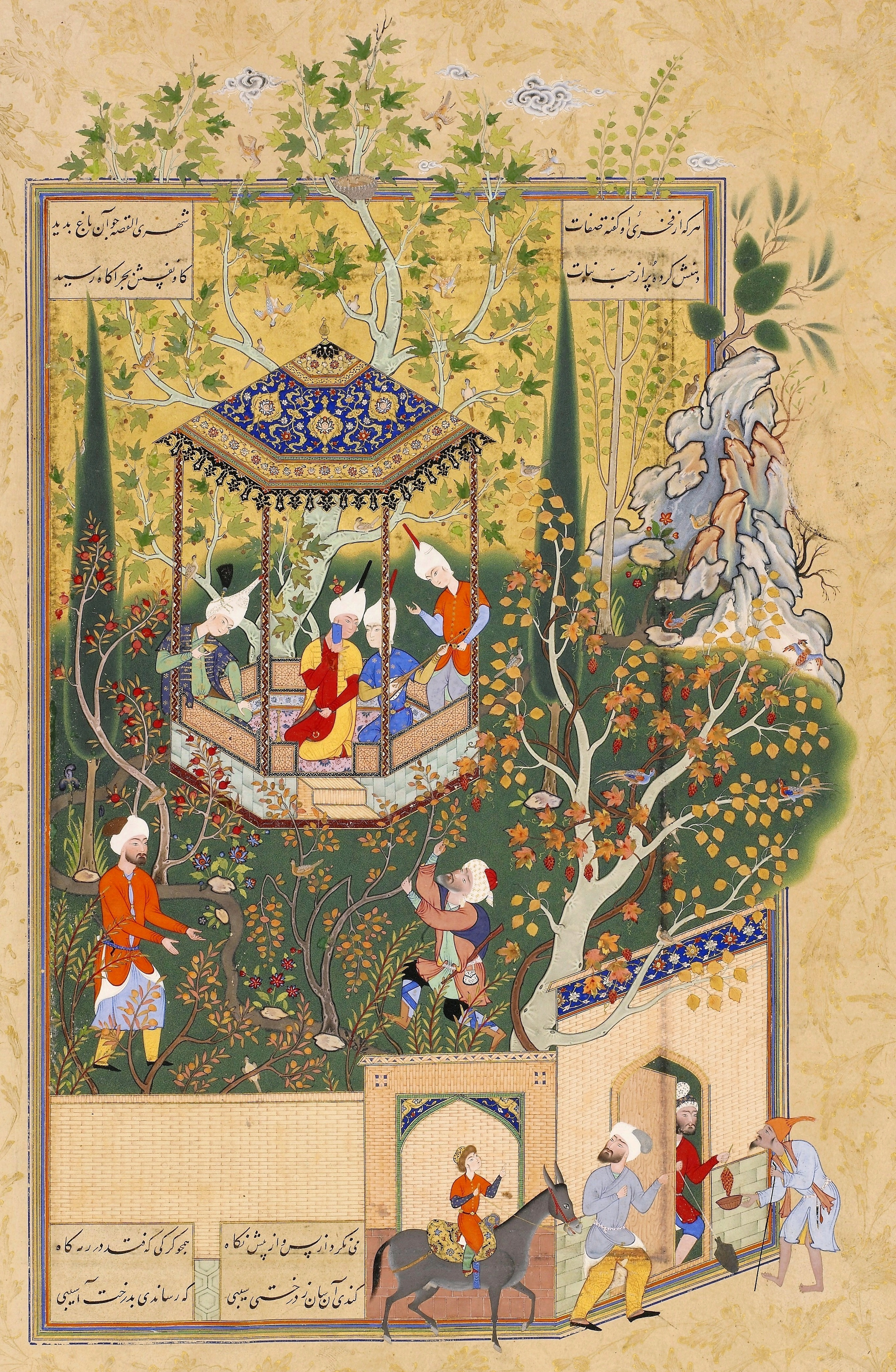
Горожанин обворовывает крестьянский сад. Хафт Ауранг, Джами, 1556-65, Галерея Фрир, Вашингтон
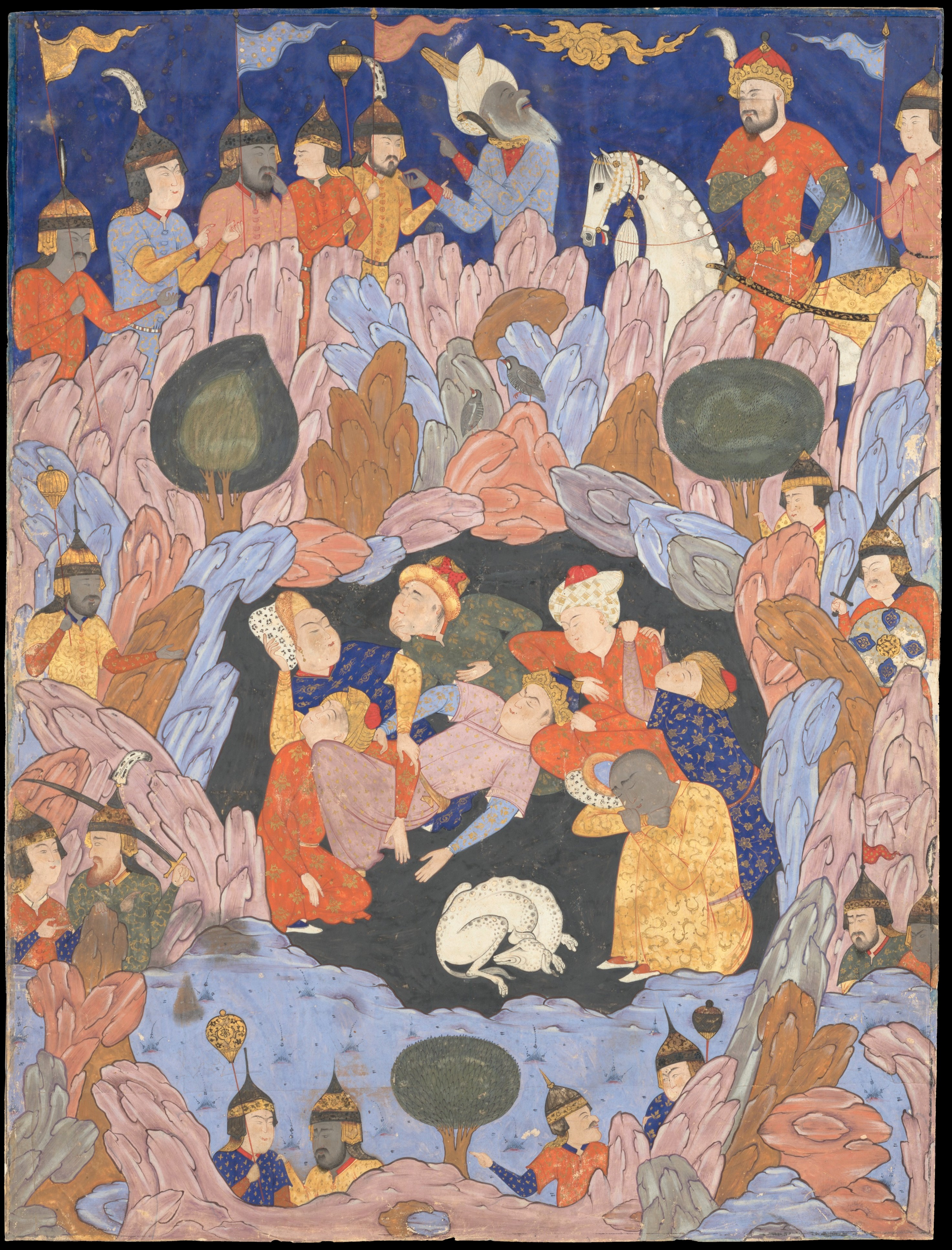
Семь спящих эфесских отроков, лист из Фал-наме. 1550-е гг, Музей Метрополитен, НЙ